# یورگن راگنارسون
یورگن راگنارسون (انگلیسی: Jörgen Ragnarsson؛ زادهٔ ۱۹ مهٔ ۱۹۵۴) قایقران قایق بادبانی اهل سوئد است.